# Alameda (Californië)
Alameda is een stad in Alameda County in Californië in de VS. Het is gelegen op het eiland Alameda naast Oakland.

## Geografie
De totale oppervlakte bedraagt 59,5 km² waarvan 28,0 km² land is en 31,5 km² (53%) uit water bestaat.
Tegenwoordig bestaat Alameda uit het belangrijkste oorspronkelijke gebied, waar zich het voormalige 'Naval Air station' of NAS bevindt. Dit gebied staat nu bekend onder de naam 'Alameda Point'.

## Demografie
Volgens de census van 2000 bedroeg de bevolkingsdichtheid 2583,3/km² en bedroeg het totale bevolkingsaantal 72.259 als volgt onderverdeeld naar etniciteit:
- 56,95% blanken
- 6,21% zwarten of Afrikaanse Amerikanen
- 0,67% inheemse Amerikanen
- 26,15% Aziaten
- 0,60% mensen afkomstig van eilanden in de Grote Oceaan
- 3,29% andere
- 6,13% twee of meer rassen
- 9,31% Spaans of Latino

Er waren 30.226 gezinnen en 17.863 families in Alameda. De gemiddelde gezinsgrootte bedroeg 2,35.

## Toerisme
Aangezien de stad aan een baai gelegen is, komen veel wind- en kitesurfers naar Alameda. Deze zijn meestal te zien bij Crown Memorial State Beach en Shoreline Drive. Vanaf de stranden van Alameda zijn ook prachtige skylines van San Francisco te zien.
Een van de nieuwste attracties is het vliegdekschip 'USS Hornet', een museumschip dat nu voor anker ligt bij het NAS.
Alameda is ook bekend om zijn vele victoriaanse huizen en het Pacific Pinball Museum.

## Plaatsen in de nabije omgeving
De onderstaande figuur toont nabijgelegen plaatsen in een straal van 16 km rond Alameda.

## Geboren
- Francis Frederick (1907-1968), roeier
- Alexander Shulgin (1925 - 2014), farmacoloog en chemicus
- Eric Drexler (1955), wetenschapper
- Jasmin Savoy Brown (1994), actrice